# Garoño D'Alexa Penãcio
Garoño D'Alexa Penãcio, mais conhecido como Alexis Peñacio (Manágua (Nicarágua), 15 de Maio de 1981), é um futebolista nicaraguense que atua como meia-armador no Umm-Salal do Qatar.

## Clubes
- Masatepe (2000 - 2002)
- Bluefields (2002 - 2003)
- Umm-Salal (2004 - 2007)
- Santos Laguna (2007)
- Chicago Fire (2008)
- Philadelphia Union (2009)
- FC Dallas (2009 - 2010)
- Umm-Salal (2010-atualmente)